# Жариков, Николай Леонидович

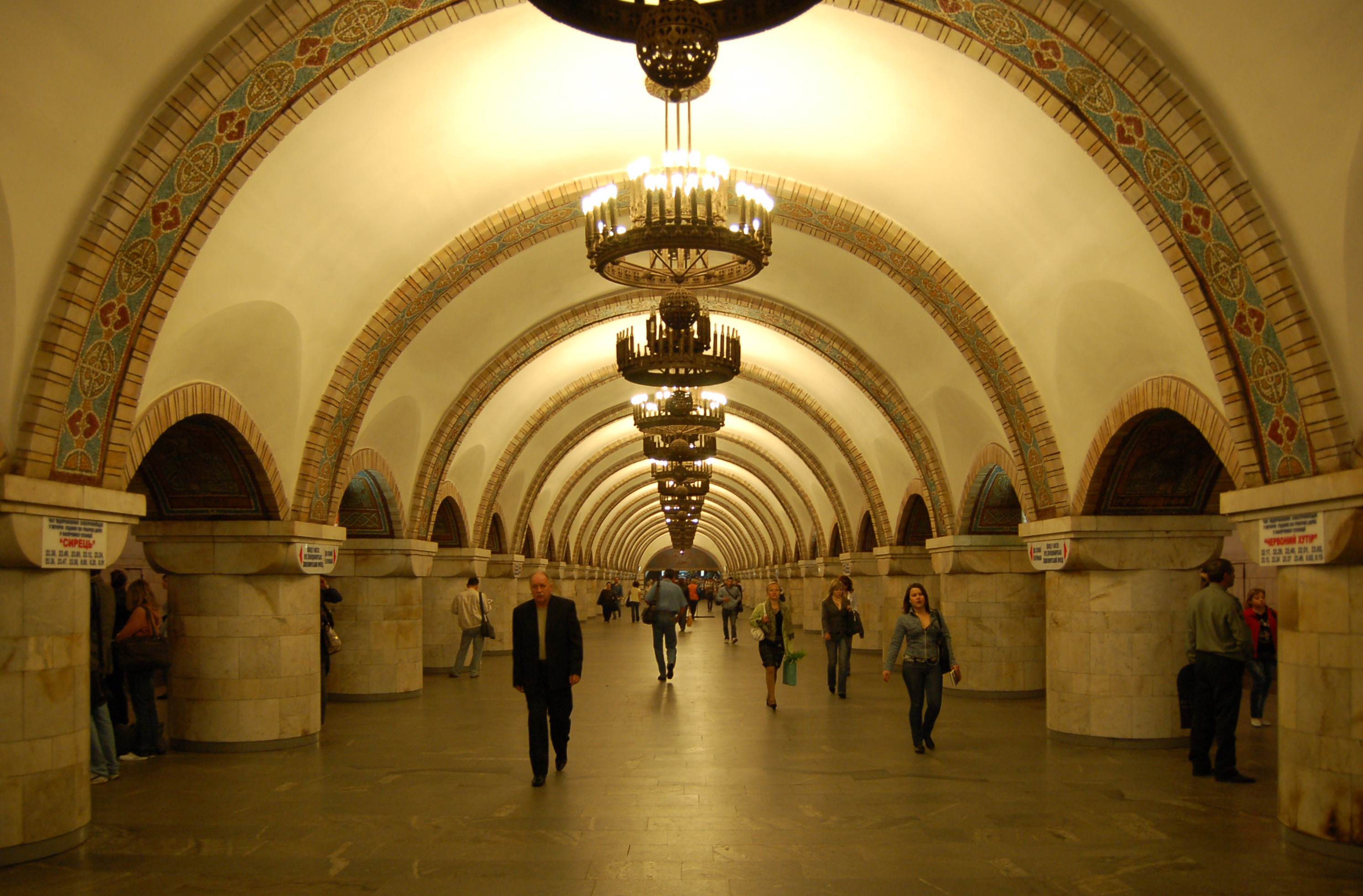
Станция метро «Золотые ворота»

Никола́й Леони́дович Жа́риков (укр. Мико́ла Леоні́дович Жа́ріков; род. 7 ноября 1931, Славянск) — украинский архитектор, градостроитель, главный архитектор Киева (1987—1992), лауреат Государственной премии Украины. Заслуженный архитектор Украинской ССР (1987), Народный архитектор Украины (1999), действительный член Академии архитектуры Украины.

## Биография
В 1956 году окончил Харьковский инженерно-строительный институт, в том же году начал строительную деятельность в Запорожье. Директор Запорожского филиала института «Укргорстройпроект» (1964—1978). Первый заместитель председателя Госстроя Украинской ССР (1978—1987). Главный архитектор Киева (1987—1992), заместитель начальника Главкиевархитектуры (1993—1996). С 1996 года — руководитель творческой архитектурной мастерской «Н. Жариков» в Киеве. В 2005 году включён в рабочую группу по усовершенствованию регулирования инвестиционной деятельности в строительстве.

## Проекты, постройки
- Проект детального планирования города Запорожья (1968)
- Комплекс музея истории запорожского казачества на острове Хортица в Запорожье (1975)
- Музей обороны Севастополя 1941—1942 гг. (1981)
- Проект детального планирования города Путивля (1982)
- Комплекс жилых зданий серии АППС по ул. Гавро Лароша (ныне Иорданская) на Оболони в Киеве (в соавторстве) (1985)
- Жилой комплекс из монолитного железобетона по ул. Бальзака на Троещине в Киеве (в соавторстве) (1990)[3]
- Мемориальный комплекс памяти жертв Чернобыльской аварии в сквере возле ул. Нагорной в Киеве (1990-е гг.)
- Храм-часовня Св. Андрея Первозванного в Киеве (2000—2002)
- Храм Св. Николая «Памяти жертв Чернобыля» в Киеве (2003—2011)

Инициатор концепции оформления подземного пространства станции метро «Золотые ворота» в духе древнерусского зодчества; в составе авторского коллектива удостоен Государственной премии УССР 1991 года.

## Общественная деятельность
Член Национального союза архитекторов Украины. Активно выступает против сноса архитектурных памятников и уродования необдуманным строительством исторической среды города; сопредседатель Общественного комитета защиты архитектуры Киева.

## Публикации

### Книги
Главный редактор:
- «Памятники градостроительства и архитектуры Украинской ССР» (в четырёх томах), 1983—1986

Автор:
- «Мои майданы», 2008